# James Miller
James Henry Dominic Miller (Haverfordwest, Pembrokeshire, País de Gales 18 de dezembro de 1968 - Rafah, 2 de maio de 2003) foi um premiado jornalista e produtor britânico independente, morto por um militar das Forças de Defesa de Israel, quando filmava seu documentário Death in Gaza. O militar que o matou foi identificado pela imprensa como Capitão Hib al-Heib. Em 6 de abril de 2006, a justiça britânica deu o veredito de  assassinato sem base legal(unlawful killing), considerando que James Miller foi de fato assassinado.
O documentário Death in Gaza recebeu vários prêmios, dentre os quais três Emmy Awards, nos Estados Unidos, em setembro de 2005, e o prêmio  Rudolf Vrba do One World, festival internacional de documentários sobre direitos humanos, em Praga..
Miller era casado desde 1997 com Sophy Warren-Knott. O casal tinha dois filhos - Alexander, de dois anos, e Charlotte, de cinco meses.

## Circunstâncias da morte de James Miller
Segundo concluiu a investigação britânica,. James Miller, que usava um colete à prova de balas com as letras TV inscritas em caracteres grandes, foi morto intencionalmente  em Rafah por um militar israelense, enquanto filmava o documentário. Um jornalista britânico declarou que "James Miller e dois outros jornalistas agitaram uma bandeira branca, ao mesmo tempo que filmavam." Da mesma forma, Abdel-Rahman Abdullah, jornalista independente palestino que se encontrava no local, afirmou:"Nós estávamos completamente visíveis para as tropas, com uma bandeira branca e coletes com a inscrição "imprensa", mas eles abriram fogo mesmo assim, e atingiram James Miller."
Depois de dezoito meses de investigação, em 9 de março de 2005, a justiça militar de Israel concluiu que não era possível estabelecer se o tiro fora voluntário. O militar responsável não foi punido.

## Filmografia
- Prime Suspects (1999)
- Dying for the President (2000)
- Children of the Secret State (2000)
- Beneath the Veil (2001)
- Unholy War (2001)
- The Tramp and the Dictator (2002)
- The Road from Rio (2002)
- The Trade Trap (2002)
- The Perfect Famine (2002)
- Armenia: The Betrayed (2002)
- Death in Gaza (2004)